# Lada Sport
La Lada Sport è la divisione sportiva della casa automobilistica russa Lada. Nota soprattutto per la sua partecipazione al campionato del mondo turismo, attualmente compete nelle Russian Circuit Racing Series; si occupa inoltre della produzione dei modelli stradali Lada Granta Sport e Lada Kalina Sport.

## Storia
Il 29 settembre 2005 la Lada ha annunciato l'intenzione di preparare due Lada 110 con specifiche Super 2000 per il WTCC. Le auto, preparate con il supporto dell'elaboratore tedesco MTEC Sport, sarebbero dovute essere usate per accumulare esperienza in vista del debutto della più nuova Priora, il cui debutto era pianificato per la stagione 2007.
A causa di alcuni problemi dirigenziali, che hanno più volte chiuso e riaperto il progetto, le due auto sono state ultimate solo per la stagione 2008. Le due nuove 110, dotate di motori Opel inizialmente progettati per la Formula 3, cambio Hewland e frizione Sachs, non erano però eleggibili per segnare punti in quanto non perfettamente conformi alle specifiche tecniche del campionato. Le due vetture sono state cedute alla Russian Bears Motorsport, che ha ingaggiato Jaap van Lagen per affiancare Viktor Šapovalov, direttore del team. Durante la stagione le vetture sono state modificate per essere conformi al regolamento tecnico del WTCC; è stata inoltre costruita una terza 110, al volante della quale è stato ingaggiato Kirill Ladygin. Alla loro prima stagione nel WTCC, le nuove Lada 110 si sono rivelate scarsamente competitive, riuscendo a segnare solo punti validi per i trofei Yokohama, riservati ai piloti privati.
In vista della stagione successiva la Lada ha annunciato l'intenzione di avviare un programma ufficiale nel WTCC. Per questo motivo sono stati costruiti dei nuovi motori per le 110 ed è stata avviata la preparazione delle nuove Lada Priora. Alla guida delle tre 110 sono stati confermati van Lagen, Šapovalov e Ladygin. A metà stagione è stata ultimata la prima Priora, al volante della quale è stato ingaggiato il due volte campione BTCC James Thompson. Successivamente sono state ultimate altre due Priora, che sono state affidate a van Lagen e Ladygin. Nonostante gli ingenti sforzi anche le nuove Priora si sono rivelate scarsamente competitive, tanto che solo James Thompson è riuscito a segnare punti validi per la classifica piloti, mentre tra i costruttori la casa russa si è classificata all'ultimo posto, alle spalle di BMW, SEAT e Chevrolet.
Nonostante l'impegno triennale nel WTCC, le auto pronte per correre e i piloti già sotto contratto, la casa russa non si è iscritta alla stagione 2010 per problemi economici, lasciando così il campionato dopo appena un anno. Nel 2011 il programma è stato tuttavia ripreso con l'inizio della progettazione di una nuova auto per il WTCC, basata sulla nuova Lada Granta. Dopo un anno di progettazione e di test con il pilota di Formula 1 Vitalij Petrov, la nuova Granta ha debuttato nella stagione 2012 alle gare di Ungheria e di Portogallo, guidata da Thompson; queste gare sono servite come test finali sulla nuova vettura, in vista di un impegno a tempo pieno nella stagione 2013.
In vista dell'impegno a tempo pieno nel WTCC la Lada ha ottenuto un contratto di sponsorizzazione con il colosso petrolifero russo Lukoil. Per la stagione 2013 sono state preparate due Granta, al volante delle quali, oltre al confermato Thompson è stato ingaggiato Aleksej Dudukalo, pilota-simbolo della Lukoil. Al termine della prima gara, tuttavia, Dudukalo è stato licenziato per aver causato un incidente che ha costretto al ritiro sia lui che Thompson; al suo posto è stato ingaggiato il giovane pilota russo Michail Kozlovskij. L'auto si è dimostrata più competitiva, anche se non al livello delle varie Chevrolet Cruze e Honda Civic. Thompson ha ottenuto 41 punti, classificandosi 14º, mentre la Lada si è classificata tra i costruttori seconda dietro all'unica altra casa impegnata ufficialmente, la Honda.
Per la stagione 2014 la FIA ha introdotto le nuove specifiche TC1 per il WTCC. Per questo motivo sono state preparate tre Granta con le nuove specifiche. Accanto ai confermati Thompson e Kozlovskij è stato ingaggiato il campione WTCC 2012 Robert Huff. Grazie a un pilota di talento come Huff la Lada ha ottenuto prima il primo podio e poi la prima vittoria per la casa russa nel WTCC. Nonostante ciò la Lada si è dimostrata meno competitiva rispetto alle altre case ufficiali, trovandosi spesso a competere con le Chevrolet Cruze private. Huff si è classificato decimo con 93 punti, mentre Thompson e Kozlovskij hanno chiuso rispettivamente quindicesimo e sedicesimo. Tra i costruttori la casa russa si è classificata ancora una volta all'ultimo posto, dietro a Citroën e Honda.
Per la stagione 2015 sono state preparate tre nuovissime Lada Vesta, al volante delle quali sono stati confermati Huff, Thompson e Kozlovskij. Dopo aver perso la sponsorizzazione della Lukoil la casa russa ha inoltre firmato un contratto di sponsorizzazione con un altro colosso petrolifero, la Rosneft. Dopo i disastrosi risultati ottenuti nelle prime gare Thompson e Kozlovskij sono stati licenziati e sostituiti da Jaap van Lagen, che ha fatto ritorno alla Lada dopo 6 anni, e Nicky Catsburg. In seguito van Lagen è stato sostituito da Nicolas Lapierre. Ancora una volta le nuove Vesta non si sono dimostrate all'altezza delle Citroën e Honda ufficiali. Tra i piloti Lada il migliore è stato Huff, che si è classificato decimo con 103 punti, mentre la casa russa si è classificata ancora una volta terza tra i costruttori.
In vista della stagione 2016 Huff è stato ingaggiato dalla Honda; per sostituirlo è stato ingaggiato il veterano Gabriele Tarquini, campione del mondo nel 2009 e in uscita proprio dalla Honda. Al fianco di Tarquini è stato confermato Catsburg, mentre alla guida della terza auto è stato ingaggiato Hugo Valente, terzo tra i privati nella stagione precedente. Come nel 2015, tuttavia, le Vesta non si sono rivelate all'altezza delle Citroën e delle Honda ufficiali, trovandosi spesso a competere per entrare nella top ten con le Volvo ufficiali e con le Chevrolet private. Le vetture russe si sono rivelate dominanti solo nella gara di casa, dove hanno ottenuto due doppiette in entrambe le gare. Nonostante ciò, il migliore tra i piloti Lada è stato Catsburg, che si è classificato settimo, mentre tra i costruttori si è classificata terza. A stagione ancora in corso, inoltre, la Lada ha annunciato il ritiro dal campionato a causa dei costi troppo elevati, preferendo invece concentrarsi sul campionato russo turismo, per il quale è iniziato lo sviluppo di due versioni della Vesta con specifiche TCR e Super Production. Le Vesta con specifiche TC1 sono state comunque utilizzate anche nel 2017 dalla scuderia privata RC Motorsport.

## Risultati

### Campionato del mondo turismo
| Anno | Vettura          | Pilota             | 1         | 2         | 3        | 4         | 5         | 6         | 7         | 8         | 9         | 10        | 11        | 12        | 13        | 14       | 15        | 16        | 17        | 18        | 19        | 20        | 21        | 22        | 23        | 24        | PP  | Punti | PS | Punti |
| ---- | ---------------- | ------------------ | --------- | --------- | -------- | --------- | --------- | --------- | --------- | --------- | --------- | --------- | --------- | --------- | --------- | -------- | --------- | --------- | --------- | --------- | --------- | --------- | --------- | --------- | --------- | --------- | --- | ----- | -- | ----- |
| 2008 | Lada 110 2.0     | Jaap van Lagen     | BRA 1     | BRA 2     | MES 1    | MES 2     | SPA 1 Rit | SPA 2 Rit | FRA 1 21  | FRA 2 18  | CZE 1 21  | CZE 2 Rit | POR 1 15  | POR 2 21  | GBR 1 NP  | GBR 2 18 | GER 1 14  | GER 2 22  | EUR 1 19  | EUR 2 18  | ITA 1 Ret | ITA 2 19  | GPN 1 18  | GPN 2 17  | MAC 1 21  | MAC 2 Rit | NC  | 0     | 6° | 46    |
| 2008 | Lada 110 2.0     | Viktor Šapovalov   | BRA 1     | BRA 2     | MES 1    | MES 2     | SPA 1 20  | SPA 2 Rit | FRA 1 NQ  | FRA 2 NQ  | CZE 1 Rit | CZE 2 18  | POR 1 Rit | POR 2 24  | GBR 1 19  | GBR 2 20 | GER 1 20  | GER 2 23  | EUR 1 Rit | EUR 2 NP  | ITA 1 Rit | ITA 2 22  | GPN 1     | GPN 2     | MAC 1     | MAC 2     | NC  | 0     | 6° | 46    |
| 2008 | Lada 110 2.0     | Kirill Ladygin     | BRA 1     | BRA 2     | MES 1    | MES 2     | SPA 1     | SPA 2     | FRA 1     | FRA 2     | CZE 1     | CZE 2     | POR 1     | POR 2     | GBR 1     | GBR 2    | GER 1     | GER 2     | EUR 1 Rit | EUR 2 22  | ITA 1 22  | ITA 2 23  | GPN 1 19  | GPN 2 Rit | MAC 1 Rit | MAC 2 Rit | NC  | 0     | 6° | 46    |
| 2009 | Lada Priora      | James Thompson     | BRA 1     | BRA 2     | MES 1    | MES 2     | MAR 1     | MAR 2     | FRA 1     | FRA 2     | SPA 1     | SPA 2     | CZE 1     | CZE 2     | POR 1 18  | POR 2 15 | GBR 1 18  | GBR 2 22  | GER 1     | GER 2     | ITA 1 6   | ITA 2 6   | GPN 1 11  | GPN 2 Rit | MAC 1 NP  | MAC 2 NP  | 17° | 6     | 4° | 83    |
| 2009 | Lada 110 2.0     | Jaap van Lagen     | BRA 1 17  | BRA 2 17  | MES 1 17 | MES 2 17  | MAR 1 20  | MAR 2 14  | FRA 1 Rit | FRA 2 13  | SPA 1 21  | SPA 2 Rit | CZE 1 14  | CZE 2 18  | POR 1 Rit | POR 2 NP | GBR 1 Rit | GBR 2 21  | GER 1 10  | GER 2 20  | ITA 1 Rit | ITA 2 NP  | GPN 1 13  | GPN 2 Rit | MAC 1 23  | MAC 2 NP  | NC  | 0     | 4° | 83    |
| 2009 | Lada 110 2.0     | Kirill Ladygin     | BRA 1 14  | BRA 2 22  | MES 1 18 | MES 2 20  | MAR 1 17  | MAR 2 11  | FRA 1 Rit | FRA 2 Rit | SPA 1 Rit | SPA 2 24  | CZE 1 15  | CZE 2 17  | POR 1 19  | POR 2 17 | GBR 1 19  | GBR 2 24  | GER 1 16  | GER 2 23  | ITA 1 14  | ITA 2 20  | GPN 1 16  | GPN 2 NP  | MAC 1 NP  | MAC 2 NP  | NC  | 0     | 4° | 83    |
| 2009 | Lada 110 2.0     | Viktor Šapovalov   | BRA 1 13  | BRA 2 23  | MES 1 19 | MES 2 19  | MAR 1 22  | MAR 2 17  | FRA 1 17  | FRA 2 15  | SPA 1 20  | SPA 2 21  | CZE 1 16  | CZE 2 20  | POR 1     | POR 2    | GBR 1     | GBR 2     | GER 1 Rit | GER 2 24  | ITA 1     | ITA 2     | GPN 1     | GPN 2     | MAC 1     | MAC 2     | NC  | 0     | 4° | 83    |
| 2012 | Lada Granta WTCC | James Thompson     | ITA 1     | ITA 2     | SPA 1    | SPA 2     | MAR 1     | MAR 2     | SVC 1     | SVC 2     | UNG 1 Rit | UNG 2 Rit | AUT 1     | AUT 2     | POR 1 17† | POR 2 11 | BRA 1     | BRA 2     | USA 1     | USA 2     | GPN 1     | GPN 2     | CIN 1     | CIN 2     | MAC 1     | MAC 2     | NC  | 0     | –  | 0     |
| 2013 | Lada Granta WTCC | James Thompson     | ITA 1 NP  | ITA 2 NP  | MAR 1 10 | MAR 2 Rit | SVC 1 13  | SVC 2 14  | UNG 1 Rit | UNG 2 12  | AUT 1 9   | AUT 2 12  | RUS 1 5   | RUS 2 Rit | POR 1 6   | POR 2 6  | ARG 1 Rit | ARG 2 20† | USA 1 14  | USA 2 16  | GPN 1 6   | GPN 2 11  | CIN 1 8   | CIN 2 17  | MAC 1 Rit | MAC 2 Rit | 14° | 41    | 2° | 601   |
| 2013 | Lada Granta WTCC | Michail Kozlovskij | ITA 1     | ITA 2     | MAR 1 16 | MAR 2 13  | SVC 1 20  | SVC 2 20  | UNG 1 17  | UNG 2 20  | AUT 1 16  | AUT 2 15  | RUS 1 14  | RUS 2 Rit | POR 1 19  | POR 2 19 | ARG 1 Rit | ARG 2 16  | USA 1 19  | USA 2 18  | GPN 1 15  | GPN 2 19  | CIN 1 17  | CIN 2 20  | MAC 1 15  | MAC 2 Rit | NC  | 0     | 2° | 601   |
| 2013 | Lada Granta WTCC | Aleksej Dudukalo   | ITA 1 NP  | ITA 2 NP  | MAR 1    | MAR 2     | SVC 1     | SVC 2     | UNG 1     | UNG 2     | AUT 1     | AUT 2     | RUS 1     | RUS 2     | POR 1     | POR 2    | ARG 1     | ARG 2     | USA 1     | USA 2     | GPN 1     | GPN 2     | CIN 1     | CIN 2     | MAC 1     | MAC 2     | NC  | 0     | 2° | 601   |
| 2014 | Lada Granta 1.6T | Robert Huff        | MAR 1 Rit | MAR 2 Rit | FRA 1 5  | FRA 2 11  | UNG 1 11  | UNG 2 12  | SVC 1 9   | SVC 2 C   | AUT 1 12  | AUT 2 Rit | RUS 1 10  | RUS 2 Rit | BEL 1 16  | BEL 2 13 | ARG 1 7   | ARG 2     | PEC 1 8   | PEC 2 1   | CIN 1 15† | CIN 2 Rit | GPN 1 12  | GPN 2 11  | MAC 1 9   | MAC 2 1   | 10° | 93    | 3° | 425   |
| 2014 | Lada Granta 1.6T | James Thompson     | MAR 1 10  | MAR 2 NP  | FRA 1 10 | FRA 2 13  | UNG 1 SQ  | UNG 2 SQ  | SVC 1 SQ  | SVC 2 C   | AUT 1 13  | AUT 2 Rit | RUS 1 14  | RUS 2 12  | BEL 1 17  | BEL 2 15 | ARG 1 10  | ARG 2 9   | PEC 1 7   | PEC 2 6   | CIN 1 Rit | CIN 2 10  | GPN 1 13  | GPN 2 12  | MAC 1 11  | MAC 2 9   | 15° | 22    | 3° | 425   |
| 2014 | Lada Granta 1.6T | Michail Kozlovskij | MAR 1 11  | MAR 2 5   | FRA 1 15 | FRA 2 14  | UNG 1 Rit | UNG 2 Rit | SVC 1 Rit | SVC 2 C   | AUT 1 14  | AUT 2 10  | RUS 1 15  | RUS 2 Rit | BEL 1 14  | BEL 2 12 | ARG 1 14  | ARG 2 11  | PEC 1 11  | PEC 2 NP  | CIN 1 Rit | CIN 2 11  | GPN 1 14  | GPN 2 13  | MAC 1 13  | MAC 2 Rit | 16° | 11    | 3° | 425   |
| 2015 | Lada Vesta WTCC  | Robert Huff        | ARG 1 Rit | ARG 2 Rit | MAR 1 10 | MAR 2 Rit | UNG 1 9   | UNG 2 Rit | GER 1 Rit | GER 2 7   | RUS 1 4   | RUS 2     | SLV 1 4   | SLV 2 Rit | FRA 1 Rit | FRA 2 NP | POR 1 10  | POR 2 9   | GPN 1 8   | GPN 2 3   | CIN 1 Rit | CIN 2 5   | THA 1 6   | THA 2 6   | QAT 1 12  | QAT 2 Rit | 10° | 103   | 3° | 360   |
| 2015 | Lada Vesta WTCC  | James Thompson     | ARG 1 NC  | ARG 2 Rit | MAR 1 11 | MAR 2 7   | UNG 1 NP  | UNG 2 NP  | GER 1     | GER 2     | RUS 1     | RUS 2     | SLV 1     | SLV 2     | FRA 1     | FRA 2    | POR 1     | POR 2     | GPN 1     | GPN 2     | CIN 1     | CIN 2     | THA 1     | THA 2     | QAT 1     | QAT 2     | 17° | 6     | 3° | 360   |
| 2015 | Lada Vesta WTCC  | Nicky Catsburg     | ARG 1     | ARG 2     | MAR 1    | MAR 2     | UNG 1     | UNG 2     | GER 1     | GER 2     | RUS 1 11  | RUS 2 4   | SLV 1 Rit | SLV 2 Rit | FRA 1 Rit | FRA 2 12 | POR 1 9   | POR 2 6   | GPN 1 Rit | GPN 2 Rit | CIN 1 5   | CIN 2 Rit | THA 1 Rit | THA 2 NP  | QAT 1 9   | QAT 2 Rit | 12° | 41    | 3° | 360   |
| 2015 | Lada Vesta WTCC  | Michail Kozlovskij | ARG 1     | ARG 2     | MAR 1 12 | MAR 2 Rit | UNG 1 Rit | UNG 2 Rit | GER 1     | GER 2     | RUS 1     | RUS 2     | SLV 1     | SLV 2     | FRA 1     | FRA 2    | POR 1     | POR 2     | GPN 1     | GPN 2     | CIN 1     | CIN 2     | THA 1     | THA 2     | QAT 1     | QAT 2     | NC  | 0     | 3° | 360   |
| 2015 | Lada Vesta WTCC  | Jaap van Lagen     | ARG 1     | ARG 2     | MAR 1    | MAR 2     | UNG 1     | UNG 2     | GER 1 11  | GER 2 9   | RUS 1 10  | RUS 2 Rit | SLV 1 NC  | SLV 2 6   | FRA 1 10  | FRA 2 11 | POR 1 8   | POR 2 Rit | GPN 1     | GPN 2     | CIN 1     | CIN 2     | THA 1     | THA 2     | QAT 1     | QAT 2     | 15° | 16    | 3° | 360   |
| 2015 | Lada Vesta WTCC  | Nicolas Lapierre   | ARG 1     | ARG 2     | MAR 1    | MAR 2     | UNG 1     | UNG 2     | GER 1     | GER 2     | RUS 1     | RUS 2     | SLV 1     | SLV 2     | FRA 1     | FRA 2    | POR 1     | POR 2     | GPN 1 11  | GPN 2 8   | CIN 1 SQ  | CIN 2 9   | THA 1 Rit | THA 2 NP  | QAT 1 10  | QAT 2 10  | 16° | 8     | 3° | 360   |
| 2016 | Lada Vesta WTCC  | Gabriele Tarquini  | FRA 1 Rit | FRA 2 Rit | SVC 1 4  | SVC 2 13  | UNG 1 5   | UNG 2 Rit | MAR 1 4   | MAR 2 3   | GER 1 7   | GER 2 9   | RUS 1     | RUS 2     | POR 1 12  | POR 2 13 | ARG 1 14  | ARG 2 13  | GPN 1 10  | GPN 2 10  | CIN 1 16† | CIN 2 5   | QAT 1     | QAT 2 7   |           |           | 9°  | 147   | 3° | 536   |
| 2016 | Lada Vesta WTCC  | Nicky Catsburg     | FRA 1 8   | FRA 2 5   | SVC 1 11 | SVC 2 3   | UNG 1 3   | UNG 2 13  | MAR 1 Rit | MAR 2 7   | GER 1 9   | GER 2 6   | RUS 1 2   | RUS 2 1   | POR 1 3   | POR 2 7  | ARG 1 13  | ARG 2 12  | GPN 1 7   | GPN 2 11  | CIN 1 5   | CIN 2 4   | QAT 1 8   | QAT 2 14  |           |           | 7°  | 175   | 3° | 536   |
| 2016 | Lada Vesta WTCC  | Hugo Valente       | FRA 1 5   | FRA 2 7   | SVC 1 12 | SVC 2 Rit | UNG 1 6   | UNG 2 9   | MAR 1 Rit | MAR 2 4   | GER 1 6   | GER 2 10  | RUS 1 4   | RUS 2 7   | POR 1 Rit | POR 2 9  | ARG 1 Rit | ARG 2 Rit | GPN 1 Rit | GPN 2 13  | CIN 1 6   | CIN 2 12  | QAT 1 Rit | QAT 2 Rit |           |           | 12° | 78    | 3° | 536   |

### Russian Circuit Racing Series

#### Classe Touring
| Anno | Vettura              | Pilota           | 1        | 2        | 3         | 4         | 5        | 6        | 7        | 8        | 9         | 10       | 11       | 12        | 13      | 14        | PP  | Punti | PS | Punti |
| ---- | -------------------- | ---------------- | -------- | -------- | --------- | --------- | -------- | -------- | -------- | -------- | --------- | -------- | -------- | --------- | ------- | --------- | --- | ----- | -- | ----- |
| 2017 | Lada Vesta TCR       | Kirill Ladygin   | GRO 1    | GRO 2 6  | SMO 1 15  | SMO 2 Rit | NIZ 1 4  | NIZ 2 4  | KAZ 1    | KAZ 2 SQ | SMO 3 2   | SMO 4 5  | MOS 1 15 | MOS 2 Rit | KAZ 3 1 | KAZ 4 2   | 4°  | 172   | 1° | 372   |
| 2017 | Lada Vesta TCR       | Vladimir Šešenin | GRO 1 2  | GRO 2 7  | SMO 1 Rit | SMO 2 13  | NIZ 1 2  | NIZ 2 6  | KAZ 1 2  | KAZ 2 1  | SMO 3 1   | SMO 4 11 | MOS 1 2  | MOS 2 3   | KAZ 3   | KAZ 4 7   | 2°  | 202   | 1° | 372   |
| 2018 | Lada Vesta TCR       | Kirill Ladygin   | GRO 1 6  | GRO 2 7  | SMO 1 7   | SMO 2 1   | NIZ 1 3  | NIZ 2 6  | KAZ 1 5  | KAZ 2 1  | MOS 1 18† | MOS 2 16 | SOČ 1 6  | SOČ 2 9   | GRO 3 1 | GRO 4     | 3°  | 174   | 2° | 303   |
| 2018 | Lada Vesta TCR       | Michail Gračev   | GRO 1 2  | GRO 2 10 | SMO 1 12  | SMO 2 7   | NIZ 1 11 | NIZ 2 5  | KAZ 1 8  | KAZ 2 10 | MOS 1 11  | MOS 2 7  | SOČ 1 9  | SOČ 2 8   | GRO 3 2 | GRO 4 3   | 7°  | 138   | 2° | 303   |
| 2018 | Lada Vesta TCR       | Vladimir Šešenin | GRO 1 3  | GRO 2 4  | SMO 1 9   | SMO 2 8   | NIZ 1 2  | NIZ 2 4  | KAZ 1 4  | KAZ 2 8  | MOS 1 Rit | MOS 2 12 | SOČ 1 5  | SOČ 2 5   | GRO 3 4 | GRO 4 Rit | 8°  | 138   | 2° | 303   |
| 2019 | Lada Vesta Sport TCR | Kirill Ladygin   | GRO 1    | GRO 2 4  | NIZ 1 3   | NIZ 2 15  | SMO 1 9  | SMO 2 1  | KAZ 1 3  | KAZ 2 17 | ADM 1 6   | ADM 2 1  | MOS 1 5  | MOS 2 1   | SOČ 1 8 | SOČ 2 8   | 2°  | 192   | 3° | 346   |
| 2019 | Lada Vesta Sport TCR | Michail Gračev   | GRO 1 2  | GRO 2 3  | NIZ 1 Rit | NIZ 2 16† | SMO 1 20 | SMO 2 13 | KAZ 1 9  | KAZ 2 1  | ADM 1 7   | ADM 2    | MOS 1    | MOS 2     | SOČ 1   | SOČ 2     | 9°  | 102   | 3° | 346   |
| 2019 | Lada Vesta Sport TCR | Michail Mityaev  | GRO 1 14 | GRO 2 7  | NIZ 1 7   | NIZ 2 7   | SMO 1 14 | SMO 2 17 | KAZ 1 11 | KAZ 2 13 | ADM 1 8   | ADM 2 NP | MOS 1 7  | MOS 2     | SOČ 1 9 | SOČ 2 3   | 10° | 99    | 3° | 346   |
| 2020 | Lada Vesta Sport TCR | Kirill Ladygin   | SMO 1 2  | SMO 2 3  | IGO 1     | IGO 2 Rit | KAZ 1 9  | KAZ 2 1  | MOS 1    | MOS 2 9  | SMO 3 4   | SMO 4 2  | NIZ 1 14 | NIZ 2 1   | GRO 1 7 | GRO 2 5   | 1°  | 211   | 1° | 385   |
| 2020 | Lada Vesta Sport TCR | Michail Mityaev  | SMO 1    | SMO 2    | IGO 1 9   | IGO 2 Rit | KAZ 1 5  | KAZ 2 7  | MOS 1 3  | MOS 2 7  | SMO 3     | SMO 4 7  | NIZ 1 3  | NIZ 2 10  | GRO 1 2 | GRO 2 7   | 5°  | 174   | 1° | 385   |
| 2021 | Lada Vesta Sport TCR | Kirill Ladygin   | SMO 1    | SMO 2    | NIZ 1 6   | NIZ 2     | IGO 1 3  | IGO 2 1  | MOS 1 3  | MOS 2 7  | KAZ 1 7   | KAZ 2 1  | GRO 1 9  | GRO 2     | SOČ 1 4 | SOČ 2 6   | 1°  | 227   | 1° | 401   |
| 2021 | Lada Vesta Sport TCR | Michail Mityaev  | SMO 1 2  | SMO 2 7  | NIZ 1 Rit | NIZ 2 10  | IGO 1    | IGO 2 4  | MOS 1 8  | MOS 2 8  | KAZ 1 9   | KAZ 2 7  | GRO 1 4  | GRO 2 4   | SOČ 1   | SOČ 2 3   | 3°  | 175   | 1° | 401   |

#### Classe Super Production
| Anno | Vettura         | Pilota              | 1         | 2         | 3        | 4         | 5         | 6         | 7         | 8         | 9         | 10        | 11        | 12        | 13        | 14        | 15       | 16       | PP  | Punti | PS | Punti |
| ---- | --------------- | ------------------- | --------- | --------- | -------- | --------- | --------- | --------- | --------- | --------- | --------- | --------- | --------- | --------- | --------- | --------- | -------- | -------- | --- | ----- | -- | ----- |
| 2014 | Lada Granta Cup | Lev Tolkačëv        | SMO 1 13  | SMO 2 14  | MOS 1 13 | MOS 2 11  | NIZ 1 10  | NIZ 2 12  | KAZ 1 9   | KAZ 2 12  | KAZ 3 12  | KAZ 4 11  | SMO 3 9   | SMO 4 9   | SOC 1 14  | SOC 2 15  | SMO 5 9  | SMO 6 11 | 2°  | 637   | 2° | 812   |
| 2014 | Lada Granta Cup | Sergej Rjabov       | SMO 1     | SMO 2     | MOS 1 10 | MOS 2 Rit | NIZ 1     | NIZ 2     | KAZ 1     | KAZ 2     | KAZ 3 8   | KAZ 4 10  | SMO 3     | SMO 4     | SOC 1 10  | SOC 2 13  | SMO 5    | SMO 6    | 4°  | 364   | 2° | 812   |
| 2014 | Lada Granta Cup | Vladislav Nezvankin | SMO 1     | SMO 2     | MOS 1    | MOS 2     | NIZ 1 Rit | NIZ 2 5   | KAZ 1 5   | KAZ 2 9   | KAZ 3 11  | KAZ 4 12  | SMO 3 Rit | SMO 4 SQ  | SOC 1 Rit | SOC 2 Rit | SMO 5 NP | SMO 6 10 | 6°  | 354   | 2° | 812   |
| 2014 | Lada Granta Cup | Kiril Rasputin      | SMO 1     | SMO 2     | MOS 1    | MOS 2     | NIZ 1     | NIZ 2     | KAZ 1 Rit | KAZ 2 NP  | KAZ 3 Rit | KAZ 4 Rit | SMO 3     | SMO 4     | SOC 1 Rit | SOC 2 11  | SMO 5    | SMO 6    | 13° | 81    | 2° | 812   |
| 2015 | Lada Granta Cup | Vladislav Nezvankin | NIZ 1 2   | NIZ 2 Rit | SMO 1 6  | SMO 2 7   | SOC 1 7   | SOC 2 9   | KAZ 1 8   | KAZ 2 Rit | SMO 3 Rit | SMO 4     | MOS 1 Rit | MOS 2 14  | KAZ 3 5   | KAZ 4 11  |          |          | 3°  | 115,5 | 1° | 220,5 |
| 2015 | Lada Granta Cup | Lev Tolkačëv        | NIZ 1 6   | NIZ 2 Rit | SMO 1 10 | SMO 2 6   | SOC 1 9   | SOC 2 6   | KAZ 1 7   | KAZ 2 SQ  | SMO 3 9   | SMO 4 Rit | MOS 1 13  | MOS 2 13  | KAZ 3 6   | KAZ 4 9   |          |          | 5°  | 105   | 1° | 220,5 |
| 2015 | Lada Granta Cup | Vitalij Primak      | NIZ 1     | NIZ 2     | SMO 1    | SMO 2     | SOC 1     | SOC 2     | KAZ 1 NP  | KAZ 2 10  | SMO 3     | SMO 4     | MOS 1     | MOS 2     | KAZ 3     | KAZ 4     |          |          | 13° | 10    | 1° | 220,5 |
| 2016 | Lada Granta Cup | Maksim Simonov      | SMO 1 11  | SMO 2 12  | NIZ 1 5  | NIZ 2 8   | GRO 1 9   | GRO 2 11  | SOC 1 15  | SOC 2 16  | MOS 1 17  | MOS 2 10  | SMO 3 19  | SMO 4 NP  | KAZ 1 8   | KAZ 2 14  |          |          | 3°  | 1052  | 3° | 1994  |
| 2016 | Lada Granta Cup | Vladislav Nezvankin | SMO 1 Rit | SMO 2 9   | NIZ 1 12 | NIZ 2 11  | GRO 1 Rit | GRO 2 16  | SOC 1 10  | SOC 2 7   | MOS 1 13  | MOS 2 16  | SMO 3 Rit | SMO 4 NP  | KAZ 1 18  | KAZ 2 5   |          |          | 10° | 868   | 3° | 1994  |
| 2017 | Lada Vesta 1.6T | Michail Mityaev     | GRO 1 13  | GRO 2 1   | SMO 1    | SMO 2     | NIZ 1 3   | NIZ 2     | KAZ 1 3   | KAZ 2 1   | SMO 3 1   | SMO 4     | MOS 1 SQ  | MOS 2 3   | KAZ 3 Rit | KAZ 4     |          |          | 1°  | 221   | 2° | 393   |
| 2017 | Lada Vesta 1.6T | Vladislav Nezvankin | GRO 1 3   | GRO 2     | SMO 1 8  | SMO 2 3   | NIZ 1 7   | NIZ 2 3   | KAZ 1 8†  | KAZ 2 Rit | SMO 3 5   | SMO 4 6   | MOS 1 7   | MOS 2 1   | KAZ 3 4   | KAZ 4 5   |          |          | 4°  | 172   | 2° | 393   |
| 2017 | Lada Granta Cup | Vitalij Primak      | GRO 1 8   | GRO 2 10  | SMO 1 4  | SMO 2 10  | NIZ 1 6   | NIZ 2 12† | KAZ 1 9†  | KAZ 2 7   | SMO 3 6   | SMO 4 1   | MOS 1     | MOS 2     | KAZ 3     | KAZ 4     |          |          | 8°  | 97    | 4° | 264   |
| 2017 | Lada Granta Cup | Michail Gračev      | GRO 1     | GRO 2     | SMO 1    | SMO 2     | NIZ 1     | NIZ 2     | KAZ 1     | KAZ 2     | SMO 3     | SMO 4     | MOS 1 8†  | MOS 2 7†  | KAZ 3 2   | KAZ 4 Rit |          |          | 12° | 38    | 4° | 264   |
| 2018 | Lada Vesta 1.6T | Michail Mityaev     | GRO 1 2   | GRO 2     | SMO 1    | SMO 2     | NIZ 1     | NIZ 2 1   | KAZ 1 2   | KAZ 2     | MOS 1     | MOS 2 1   | SOČ 1     | SOČ 2 1   | GRO 3 Rit | GRO 4 2   |          |          | 1°  | 310   | 1° | 566   |
| 2018 | Lada Vesta 1.6T | Vladislav Nezvankin | GRO 1     | GRO 2 1   | SMO 1 2  | SMO 2 1   | NIZ 1 3   | NIZ 2 Rit | KAZ 1     | KAZ 2 1   | MOS 1 6   | MOS 2 NP  | SOČ 1 2   | SOČ 2     | GRO 3 1   | GRO 4 3   |          |          | 2°  | 256   | 1° | 566   |
| 2018 | Lada Granta Cup | Evgenij Meites      | GRO 1     | GRO 2     | SMO 1 3  | SMO 2 6   | NIZ 1 6   | NIZ 2 5   | KAZ 1 Rit | KAZ 2 6   | MOS 1 8   | MOS 2 3   | SOČ 1 5   | SOČ 2 3   | GRO 3 5   | GRO 4 1   |          |          | 5°  | 144   | 1° | 566   |
| 2019 | Lada Vesta 1.6T | Andreij Petukhov    | GRO 1 2   | GRO 2 1   | NIZ 1 2  | NIZ 2 1   | SMO 1 2   | SMO 2 3   | KAZ 1 3   | KAZ 2 6   | ADM 1     | ADM 2 1   | MOS 1     | MOS 2 3   | SOČ 1 2   | SOČ 2 4   |          |          | 1°  | 280   | 1° | 481   |
| 2019 | Lada Vesta 1.6T | Vladislav Nezvankin | GRO 1     | GRO 2     | NIZ 1 7  | NIZ 2 3   | SMO 1     | SMO 2     | KAZ 1 2   | KAZ 2     | ADM 1 5   | ADM 2 Rit | MOS 1 5   | MOS 2 Rit | SOČ 1 6   | SOČ 2 5   |          |          | 3°  | 201   | 1° | 481   |
| 2020 | Lada Vesta 1.6T | Andreij Petukhov    | SMO 1 3   | SMO 2 7   | IGO 1    | IGO 2 3   | KAZ 1 4   | KAZ 2 5†  | MOS 1     | MOS 2 4   | SMO 3     | SMO 4     | NIZ 1 8   | NIZ 2 4   | GRO 1 3   | GRO 2 Rit |          |          | 4°  | 198   | 1° | 431   |
| 2020 | Lada Vesta 1.6T | Vladislav Nezvankin | SMO 1     | SMO 2 4   | IGO 1 2  | IGO 2     | KAZ 1 5   | KAZ 2 3   | MOS 1 6   | MOS 2 3   | SMO 3 1   | SMO 4 Rit | NIZ 1 2   | NIZ 2 3   | GRO 1     | GRO 2 6   |          |          | 1°  | 233   | 1° | 431   |
| 2021 | Lada Vesta 1.6T | Vladimir Šešenin    | SMO 1 9†  | SMO 2 1   | NIZ 1    | NIZ 2 5   | IGO 1 2   | IGO 2     | MOS 1 6   | MOS 2 5   | KAZ 1 SQ  | KAZ 2 SQ  | GRO 1 Rit | GRO 2 1   | SOČ 1 2   | SOČ 2 3   |          |          | 3°  | 193   | 2° | 339   |
| 2021 | Lada Vesta 1.6T | Andreij Petukhov    | SMO 1 6   | SMO 2 3   | NIZ 1 8† | NIZ 2 4   | IGO 1 7   | IGO 2 5   | MOS 1 7   | MOS 2 7   | KAZ 1 SQ  | KAZ 2 SQ  | GRO 1     | GRO 2 3   | SOČ 1 7   | SOČ 2 4   |          |          | 7°  | 148   | 2° | 339   |

#### Classe Touring Light
| Anno | Vettura         | Pilota           | 1       | 2       | 3       | 4         | 5         | 6        | 7       | 8         | 9        | 10      | 11       | 12       | 13      | 14       | PP | Punti | PS | Punti |
| ---- | --------------- | ---------------- | ------- | ------- | ------- | --------- | --------- | -------- | ------- | --------- | -------- | ------- | -------- | -------- | ------- | -------- | -- | ----- | -- | ----- |
| 2015 | Lada Kalina NFR | Dmitrij Bragin   | NIZ 1   | NIZ 2 3 | SMO 1 2 | SMO 2 9   | SOC 1 Rit | SOC 2 SQ | KAZ 1   | KAZ 2 1   | SMO 3 1  | SMO 4 2 | MOS 1    | MOS 2    | KAZ 3 6 | KAZ 4 10 | 1° | 217   | 1° | 394,5 |
| 2015 | Lada Kalina NFR | Michail Mityaev  | NIZ 1 5 | NIZ 2 1 | SMO 1 6 | SMO 2 6   | SOC 1 6   | SOC 2 6  | KAZ 1 2 | KAZ 2 Rit | SMO 3 10 | SMO 4 1 | MOS 1 2  | MOS 2 NP | KAZ 3 8 | KAZ 4 1  | 3° | 177,5 | 1° | 394,5 |
| 2016 | Lada Kalina NFR | Dmitrij Bragin   | NIZ 1   | NIZ 2 3 | SMO 1 5 | SMO 2 1   | SOC 1 3   | SOC 2 3  | KAZ 1 7 | KAZ 2 9   | SMO 3 2  | SMO 4 7 | MOS 1    | MOS 2 5  | KAZ 3 1 | KAZ 4 1  | 1° | 1126  | 1° | 2442  |
| 2016 | Lada Kalina NFR | Michail Mityaev  | NIZ 1 6 | NIZ 2 1 | SMO 1 7 | SMO 2 Rit | SOC 1 2   | SOC 2 4  | KAZ 1   | KAZ 2 3   | SMO 3 4  | SMO 4   | MOS 1 10 | MOS 2 1  | KAZ 3 4 | KAZ 4    | 2° | 1090  | 1° | 2442  |
| 2020 | Lada Granta R1  | Vladimir Šešenin | SMO 1   | SMO 2 1 | IGO 1   | IGO 2     | KAZ 1     | KAZ 2 1  | MOS 1   | MOS 2 3   | SMO 3 2  | SMO 4 1 | NIZ 1 2  | NIZ 2 11 | GRO 1 2 | GRO 2 1  | 1° | 306   | 1° | 518   |
| 2020 | Lada Granta R1  | Leonid Panfilov  | SMO 1 5 | SMO 2 3 | IGO 1 2 | IGO 2 3   | KAZ 1 6   | KAZ 2 3  | MOS 1 2 | MOS 2     | SMO 3 7  | SMO 4 6 | NIZ 1 7  | NIZ 2 3  | GRO 1   | GRO 2 5  | 2° | 212   | 1° | 518   |
| 2021 | Lada Granta R1  | Ivan Čubarov     | SMO 1 9 | SMO 2   | NIZ 1   | NIZ 2 4   | IGO 1     | IGO 2 3  | MOS 1 7 | MOS 2 7   | KAZ 1 4  | KAZ 2 1 | GRO 1 2  | GRO 2 8  | SOČ 1   | SOČ 2 1  | 1° | 245   | 1° | 443   |
| 2021 | Lada Granta R1  | Leonid Panfilov  | SMO 1 3 | SMO 2 3 | NIZ 1 4 | NIZ 2 Rit | IGO 1 2   | IGO 2    | MOS 1 6 | MOS 2 8   | KAZ 1 3  | KAZ 2 8 | GRO 1 3  | GRO 2 1  | SOČ 1 4 | SOČ 2 3  | 4° | 198   | 1° | 443   |

#### Classe National
| Anno | Vettura            | Pilota                | 1         | 2        | 3         | 4        | 5         | 6        | 7         | 8         | 9        | 10        | 11        | 12        | 13        | 14        | PP  | Punti | PS | Punti |
| ---- | ------------------ | --------------------- | --------- | -------- | --------- | -------- | --------- | -------- | --------- | --------- | -------- | --------- | --------- | --------- | --------- | --------- | --- | ----- | -- | ----- |
| 2015 | Lada Kalina        | Pavel Kalmanovič      | NIZ 1 Rit | NIZ 2 10 | SMO 1     | SMO 2 3  | SOC 1 4   | SOC 2 7  | KAZ 1 3   | KAZ 2     | SMO 3 5  | SMO 4 5   | MOS 1 12  | MOS 2 1   | KAZ 3 6   | KAZ 4 11  | 5°  | 152,5 | 3° | 173,5 |
| 2015 | Lada Kalina        | Vitalij Primak        | NIZ 1 8   | NIZ 2 8  | SMO 1 Rit | SMO 2 13 | SOC 1 12  | SOC 2 10 | KAZ 1 12  | KAZ 2 9   | SMO 3    | SMO 4     | MOS 1 7   | MOS 2 15  | KAZ 3 22  | KAZ 4 17  | 15° | 19    | 3° | 173,5 |
| 2015 | Lada Kalina        | Andreij Petukhov      | NIZ 1     | NIZ 2    | SMO 1     | SMO 2    | SOC 1     | SOC 2    | KAZ 1 Rit | KAZ 2 Rit | SMO 3 19 | SMO 4 9   | MOS 1 2   | MOS 2 Rit | KAZ 3 7   | KAZ 4 8   | 13° | 38    | 3° | 173,5 |
| 2015 | Lada Kalina        | Aleksandr Samokhvalov | NIZ 1     | NIZ 2    | SMO 1     | SMO 2    | SOC 1     | SOC 2    | KAZ 1 21  | KAZ 2 18  | SMO 3    | SMO 4     | MOS 1     | MOS 2     | KAZ 3     | KAZ 4     | 37° | 0     | 3° | 173,5 |
| 2015 | Lada Kalina        | Sergej Pluzhnov       | NIZ 1     | NIZ 2    | SMO 1     | SMO 2    | SOC 1     | SOC 2    | KAZ 1 Rit | KAZ 2 19  | SMO 3    | SMO 4     | MOS 1     | MOS 2     | KAZ 3     | KAZ 4     | 40° | 0     | 3° | 173,5 |
| 2015 | Lada Kalina        | Pavel Alešin          | NIZ 1     | NIZ 2    | SMO 1     | SMO 2    | SOC 1     | SOC 2    | KAZ 1     | KAZ 2     | SMO 3 10 | SMO 4 10  | MOS 1     | MOS 2     | KAZ 3     | KAZ 4     | 24° | 2     | 3° | 173,5 |
| 2015 | Lada Kalina        | Jurij Aršanskij       | NIZ 1     | NIZ 2    | SMO 1     | SMO 2    | SOC 1     | SOC 2    | KAZ 1     | KAZ 2     | SMO 3 13 | SMO 4 15  | MOS 1     | MOS 2     | KAZ 3     | KAZ 4     | 30° | 0     | 3° | 173,5 |
| 2015 | Lada Kalina        | Michail Mityaev       | NIZ 1     | NIZ 2    | SMO 1     | SMO 2    | SOC 1     | SOC 2    | KAZ 1 8   | KAZ 2 7   | SMO 3    | SMO 4     | MOS 1     | MOS 2     | KAZ 3     | KAZ 4     | –   | –     | 3° | 173,5 |
| 2016 | Lada Kalina II     | Vitalij Primak        | NIZ 1 8   | NIZ 2 1  | SMO 1 9   | SMO 2 6  | SOC 1 11  | SOC 2 12 | KAZ 1 7   | KAZ 2 3   | SMO 3 6  | SMO 4 20  | MOS 1 8   | MOS 2 5   | KAZ 3 7   | KAZ 4 Rit | 4°  | 958   | 2° | 1818  |
| 2016 | Lada Kalina II     | Vladimir Mel'nikov    | NIZ 1     | NIZ 2    | SMO 1     | SMO 2    | SOC 1     | SOC 2    | KAZ 1     | KAZ 2     | SMO 3 10 | SMO 4 9   | MOS 1     | MOS 2     | KAZ 3     | KAZ 4     | 27° | 146   | 2° | 1818  |
| 2016 | Lada Kalina        | Vsevolod Gagen        | NIZ 1 7   | NIZ 2 11 | SMO 1 7   | SMO 2 18 | SOC 1     | SOC 2 15 | KAZ 1 5   | KAZ 2 6   | SMO 3 12 | SMO 4 Rit | MOS 1 3   | MOS 2 6   | KAZ 3 Rit | KAZ 4     | 5°  | 938   | 2° | 1818  |
| 2016 | Lada Kalina        | Andreij Petukhov      | NIZ 1 3   | NIZ 2 5  | SMO 1 4   | SMO 2    | SOC 1 Rit | SOC 2 4  | KAZ 1 11  | KAZ 2 Rit | SMO 3    | SMO 4 18  | MOS 1 4   | MOS 2 11  | KAZ 3     | KAZ 4 Rit | 7°  | 916   | 2° | 1818  |
| 2016 | Lada Kalina        | Vasilij Kričevskij    | NIZ 1     | NIZ 2    | SMO 1 Rit | SMO 2 10 | SOC 1     | SOC 2    | KAZ 1     | KAZ 2     | SMO 3 16 | SMO 4 14  | MOS 1 Rit | MOS 2 13  | KAZ 3     | KAZ 4     | 23° | 262   | 2° | 1818  |
| 2017 | Lada Kalina NFR R1 | Egor Sanin            | GRO 1 2   | GRO 2 8  | SMO 1 16  | SMO 2 6  | NIZ 1 3   | NIZ 2 6  | KAZ 1 5   | KAZ 2     | SMO 3 7  | SMO 4 1   | MOS 1 6   | MOS 2 4   | KAZ 3 16  | KAZ 4 1   | 3°  | 177   | 2° | 274   |
| 2017 | Lada Kalina NFR R1 | Andreij Petukhov      | GRO 1 19  | GRO 2 SQ | SMO 1     | SMO 2 3  | NIZ 1 9   | NIZ 2 5  | KAZ 1 2   | KAZ 2 1   | SMO 3 4  | SMO 4 3   | MOS 1 4   | MOS 2 5   | KAZ 3 6   | KAZ 4 Rit | 4°  | 172   | 2° | 274   |
| 2017 | Lada Kalina NFR R1 | Vladislav Ustiugov    | GRO 1 10  | GRO 2 10 | SMO 1 8   | SMO 2 5  | NIZ 1 Rit | NIZ 2 7  | KAZ 1 9   | KAZ 2 18  | SMO 3    | SMO 4     | MOS 1     | MOS 2     | KAZ 3     | KAZ 4     | 16° | 47    | 2° | 274   |
| 2017 | Lada Kalina NFR R1 | Vsevolod Gagen        | GRO 1     | GRO 2    | SMO 1     | SMO 2    | NIZ 1     | NIZ 2    | KAZ 1     | KAZ 2     | SMO 3 6  | SMO 4 2   | MOS 1 7   | MOS 2 19† | KAZ 3 Rit | KAZ 4 5   | 15° | 50    | 2° | 274   |
| 2018 | Lada Kalina NFR R1 | Andreij Petukhov      | GRO 1 7   | GRO 2 1  | SMO 1 8   | SMO 2 1  | NIZ 1 SQ  | NIZ 2 17 | KAZ 1 7   | KAZ 2 6   | MOS 1 2  | MOS 2 5   | SOČ 1 8   | SOČ 2 8   | GRO 3 1   | GRO 4 8   | 3°  | 170   | 6° | 183   |

#### Classe Super 1600
| Anno | Vettura         | Pilota             | 1         | 2         | 3         | 4         | 5         | 6        | 7        | 8        | 9        | 10       | 11       | 12       | 13        | 14       | PP  | Punti | PS | Punti |
| ---- | --------------- | ------------------ | --------- | --------- | --------- | --------- | --------- | -------- | -------- | -------- | -------- | -------- | -------- | -------- | --------- | -------- | --- | ----- | -- | ----- |
| 2019 | Lada Granta FL  | Michail Mityaev    | GRO 1 Rit | GRO 2 Rit | NIZ 1 2   | NIZ 2 Rit | SMO 1 2   | SMO 2 1  | KAZ 1 2  | KAZ 2 1  | ADM 1 4  | ADM 2 5  | MOS 1 7  | MOS 2 1  | SOČ 1     | SOČ 2 3  | 1°  | 212   | 1° | 393   |
| 2019 | Lada Granta FL  | Vladimir Šešenin   | GRO 1 Rit | GRO 2 Rit | NIZ 1 17† | NIZ 2 5   | SMO 1     | SMO 2    | KAZ 1    | KAZ 2    | ADM 1 8  | ADM 2 6  | MOS 1 6  | MOS 2    | SOČ 1 Rit | SOČ 2 1  | 4°  | 181   | 1° | 393   |
| 2020 | Lada Granta NFR | Vadim Gagarin      | SMO 1 7   | SMO 2 6   | IGO 1     | IGO 2     | KAZ 1     | KAZ 2    | MOS 1    | MOS 2    | SMO 3    | SMO 4    | NIZ 1    | NIZ 2    | GRO 1     | GRO 2    | 19° | 19    | NC | 0     |
| 2020 | Lada Granta NFR | Vladimir Mel'nikov | SMO 1     | SMO 2     | IGO 1 4   | IGO 2 3   | KAZ 1     | KAZ 2    | MOS 1    | MOS 2    | SMO 3    | SMO 4    | NIZ 1    | NIZ 2    | GRO 1     | GRO 2    | 18° | 29    | NC | 0     |
| 2020 | Lada Granta NFR | Michail Kuldiajev  | SMO 1     | SMO 2     | IGO 1     | IGO 2     | KAZ 1 12  | KAZ 2 11 | MOS 1    | MOS 2    | SMO 3    | SMO 4    | NIZ 1    | NIZ 2    | GRO 1     | GRO 2    | 25° | 9     | NC | 0     |
| 2020 | Lada Granta NFR | Kirill Larin       | SMO 1     | SMO 2     | IGO 1     | IGO 2     | KAZ 1     | KAZ 2    | MOS 1 9  | MOS 2 9  | SMO 3    | SMO 4    | NIZ 1    | NIZ 2    | GRO 1     | GRO 2    | 21° | 14    | NC | 0     |
| 2020 | Lada Granta NFR | Maksim Kadakov     | SMO 1     | SMO 2     | IGO 1     | IGO 2     | KAZ 1     | KAZ 2    | MOS 1 2  | MOS 2    | SMO 3 15 | SMO 4 10 | NIZ 1    | NIZ 2    | GRO 1     | GRO 2    | 27° | 7     | NC | 0     |
| 2020 | Lada Granta NFR | Dmitrij Semenov    | SMO 1     | SMO 2     | IGO 1     | IGO 2     | KAZ 1     | KAZ 2    | MOS 1    | MOS 2    | SMO 3    | SMO 4    | NIZ 1 14 | NIZ 2 11 | GRO 1     | GRO 2    | 28° | 7     | NC | 0     |
| 2020 | Lada Granta NFR | Dmitrij Laskov     | SMO 1     | SMO 2     | IGO 1     | IGO 2     | KAZ 1     | KAZ 2    | MOS 1    | MOS 2    | SMO 3    | SMO 4    | NIZ 1    | NIZ 2    | GRO 1 Rit | GRO 2 13 | 29° | 3     | NC | 0     |
| 2021 | Lada Granta NFR | Maksim Kadakov     | SMO 1 23  | SMO 2 Rit | NIZ 1     | NIZ 2     | IGO 1     | IGO 2    | MOS 1    | MOS 2    | KAZ 1    | KAZ 2    | GRO 1    | GRO 2    | SOČ 1     | SOČ 2    | 36° | 0     | NC | 0     |
| 2021 | Lada Granta NFR | Vadim Gagarin      | SMO 1     | SMO 2     | NIZ 1 Rit | NIZ 2 18  | IGO 1     | IGO 2    | MOS 1    | MOS 2    | KAZ 1    | KAZ 2    | GRO 1    | GRO 2    | SOČ 1     | SOČ 2    | 33° | 0     | NC | 0     |
| 2021 | Lada Granta NFR | Dmitrij Semënov    | SMO 1     | SMO 2     | NIZ 1     | NIZ 2     | IGO 1 Rit | IGO 2 NP | MOS 1    | MOS 2    | KAZ 1    | KAZ 2    | GRO 1    | GRO 2    | SOČ 1     | SOČ 2    | 40° | 0     | NC | 0     |
| 2021 | Lada Granta NFR | Manuchar Chapodze  | SMO 1     | SMO 2     | NIZ 1     | NIZ 2     | IGO 1     | IGO 2    | MOS 1 18 | MOS 2 21 | KAZ 1    | KAZ 2    | GRO 1    | GRO 2    | SOČ 1     | SOČ 2    | 34° | 0     | NC | 0     |

## Galleria d'immagini

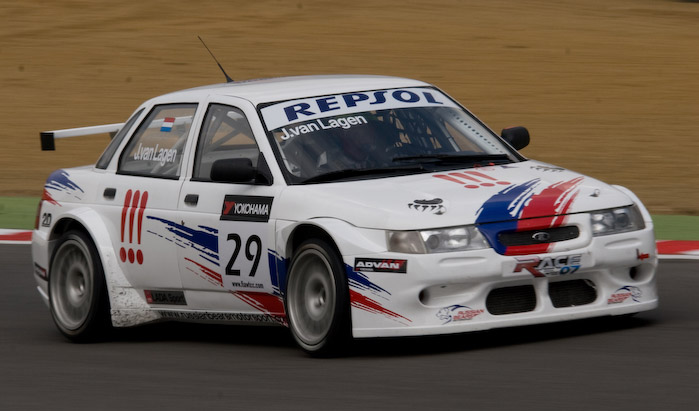
Lada 110 2.0
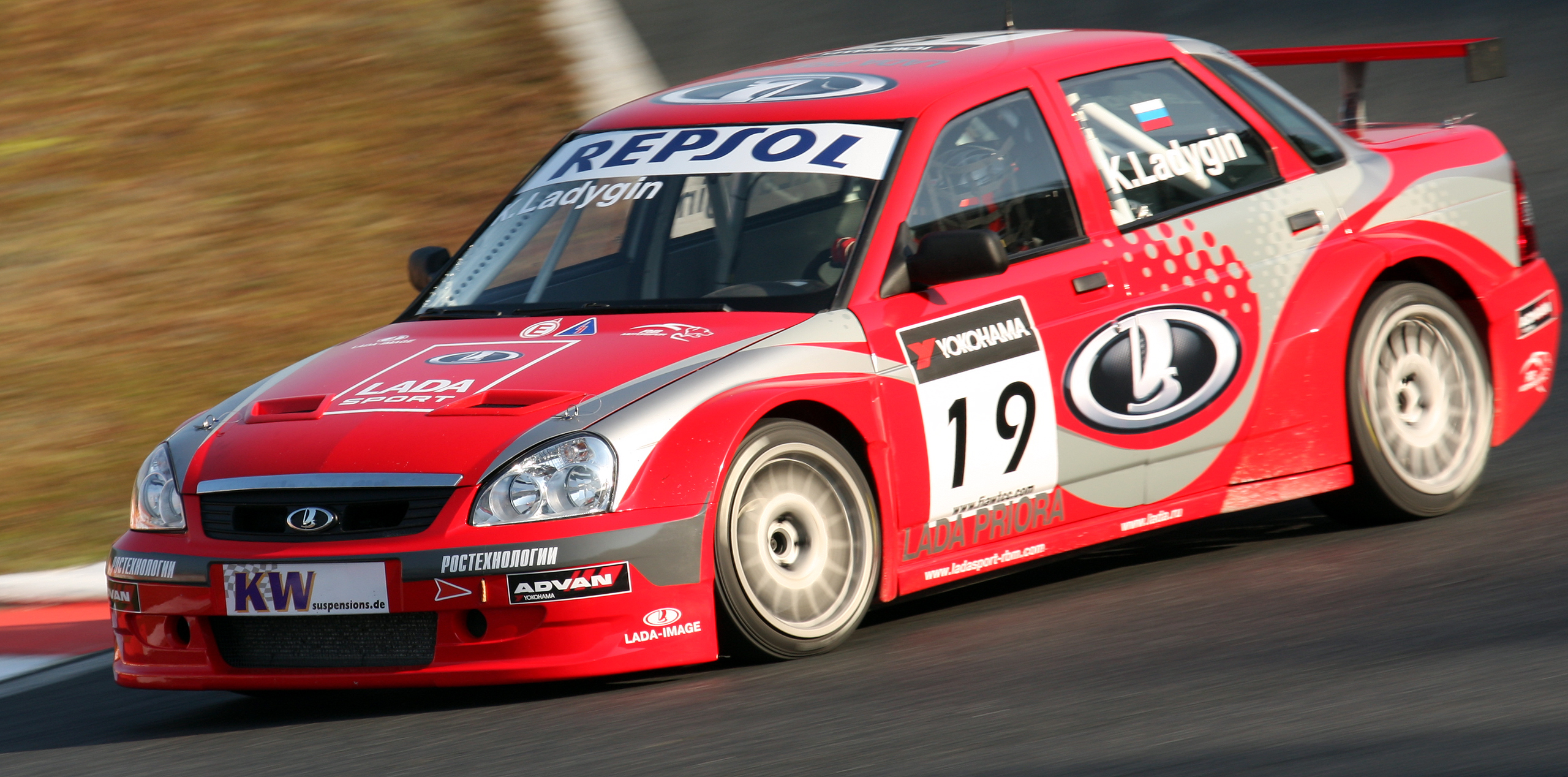
Lada Priora
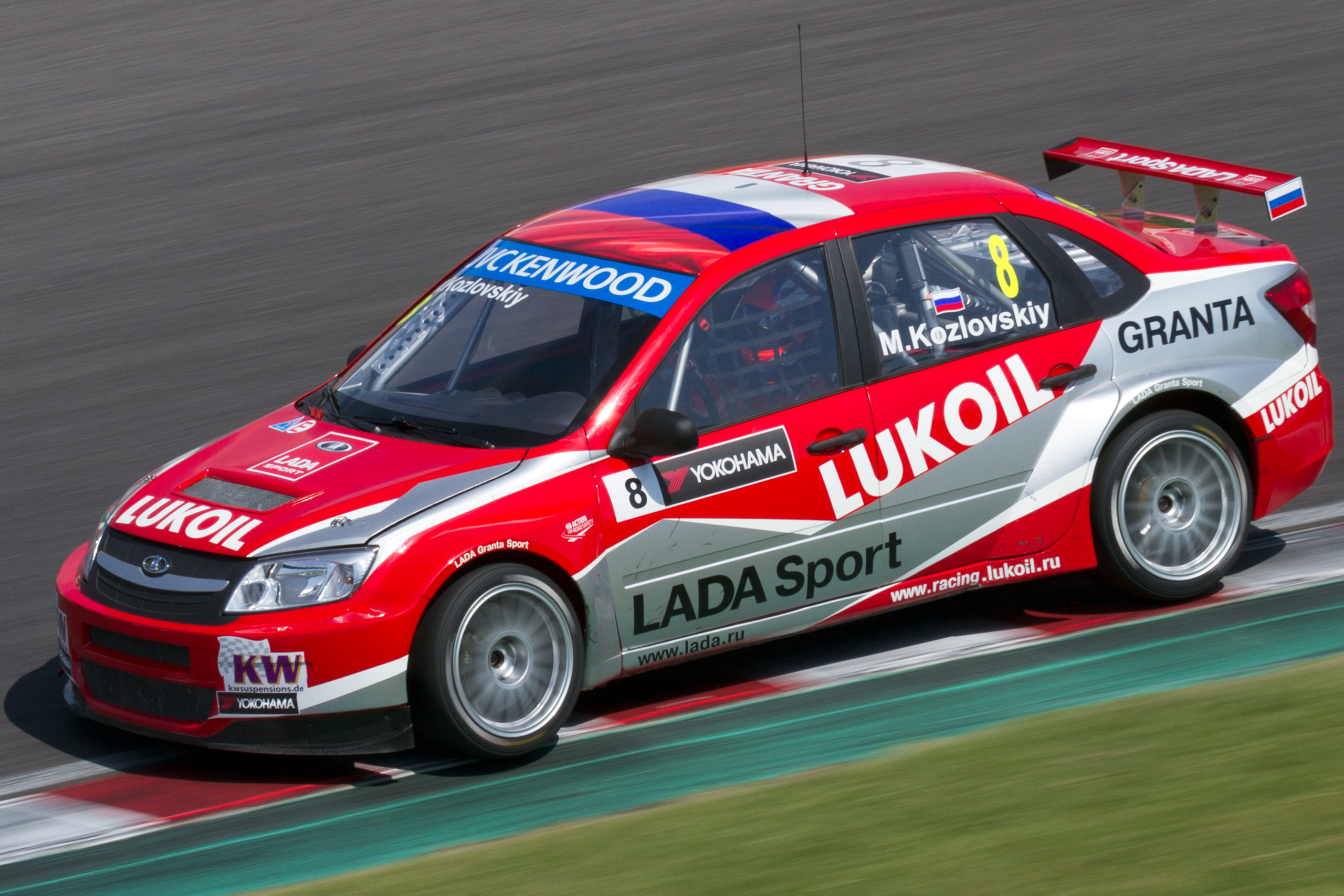
Lada Granta WTCC
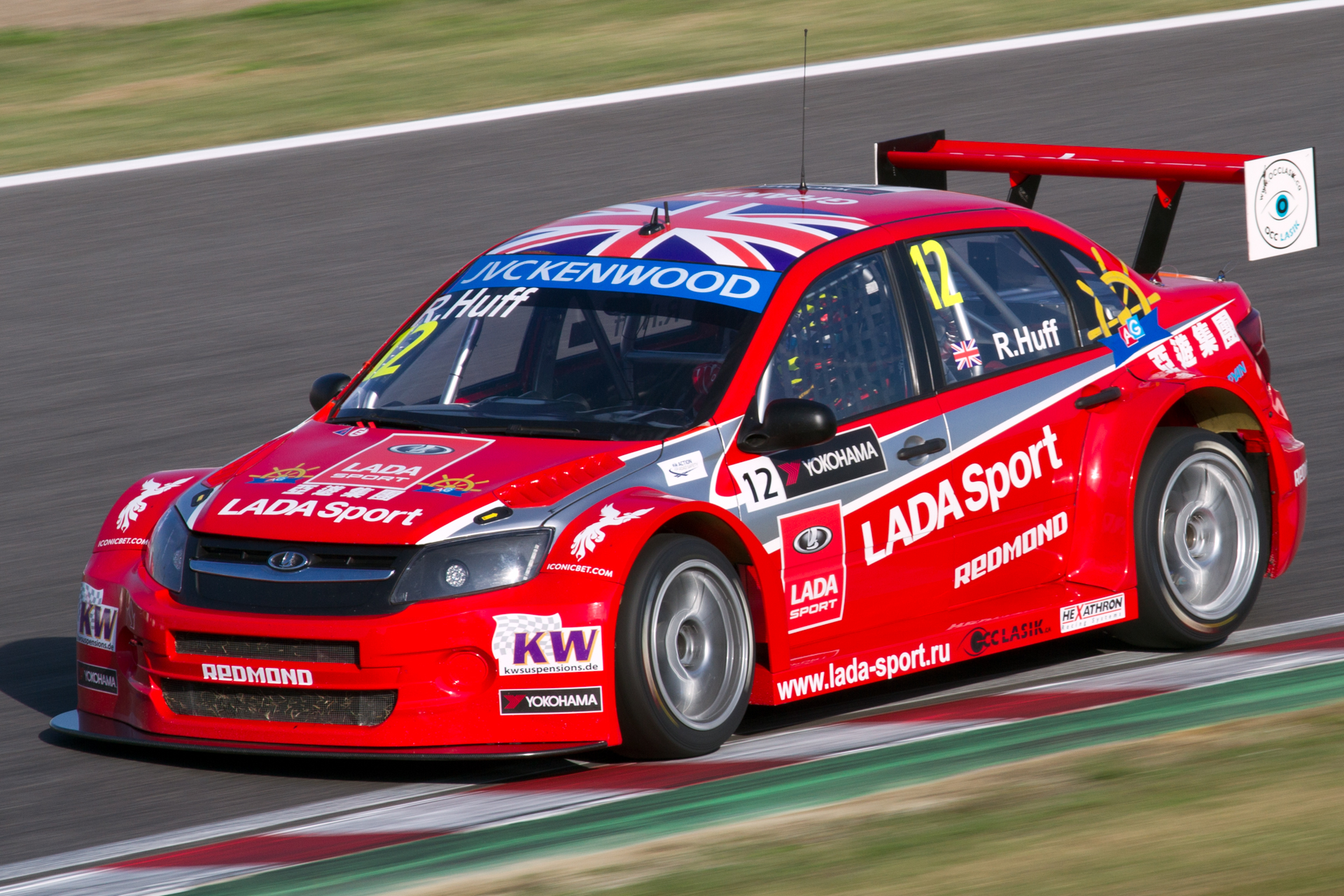
Lada Granta 1.6T
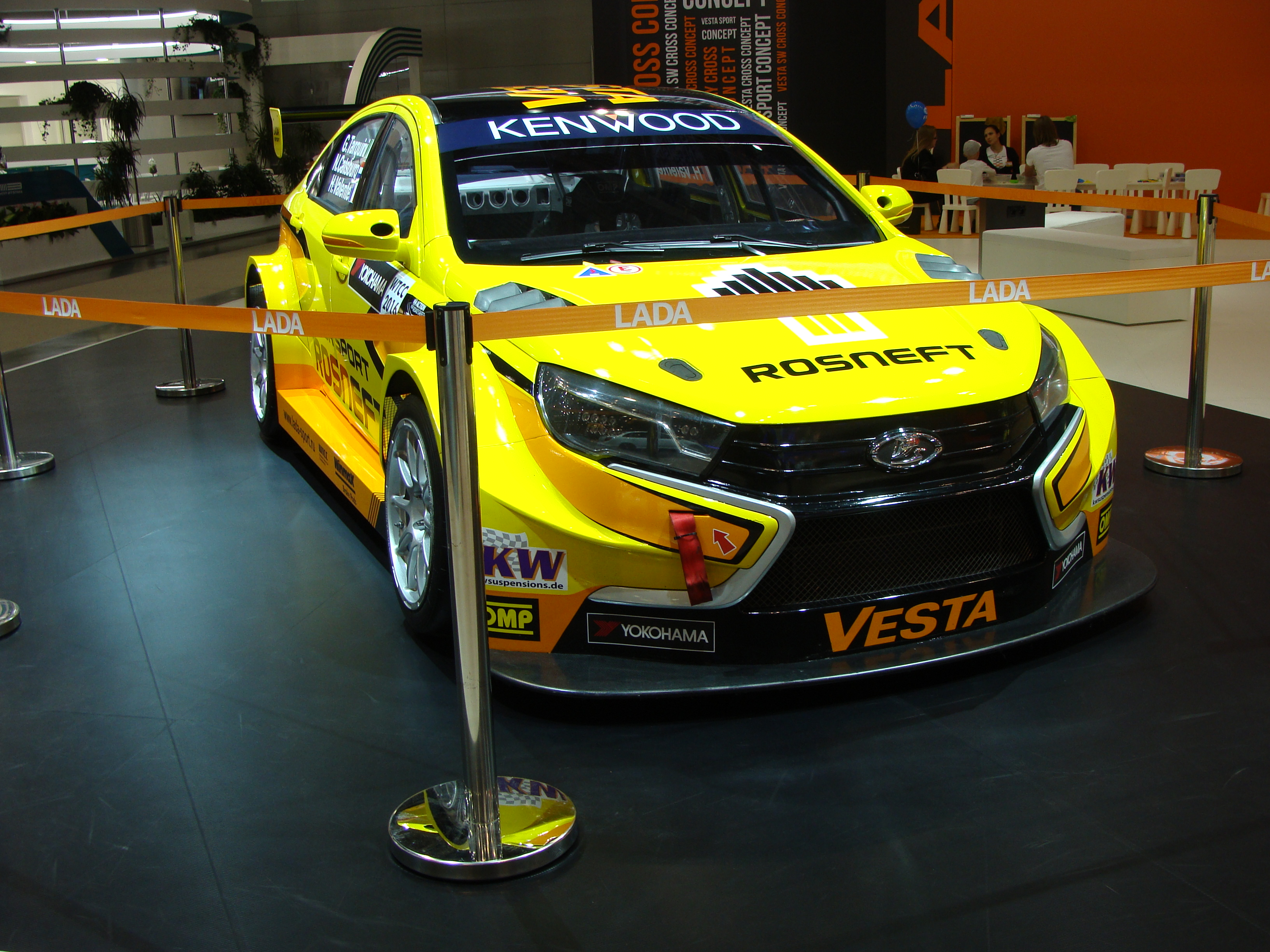
Lada Vesta WTCC